# Augustine Ahinful
Augustine Ahinful (* 30. November 1974 in Accra) ist ein ehemaliger ghanaischer Fußballspieler.

## Karriere

### Verein
Seine Profikarriere begann Ahinful im Jahr 1992 bei Ashanti Gold und wurde dort auch gleich Torschützenkönig der Saison 1992/93. Nach seinen Leistungen bei Ashanti Gold wurde Borussia Dortmund auf ihn aufmerksam und verpflichtete ihn 1993, dort wurde er in der ersten Mannschaft aber nie eingesetzt. Anschließend spielte er bei verschiedenen Vereinen in Europa.

#### Karriere in der Türkei
Seine erfolgreichste Zeit hatte Ahinful bei MKE Ankaragücü, wo er in insgesamt sechs Jahren Spielzeit 103 Spiele bestritt und 44 Tore schießen konnte. In der Süper Lig-Saison 2001/02 erzielte er 19 Tore für Ankaragücü und wurde damit Dritter in der Torschützenliste, mit seinen Toren trug er maßgeblich dazu bei, dass der Verein aus der Hauptstadt den vierten Platz erreichen konnte. 2003 wechselte er zum achtmaligen Meister Trabzonspor, konnte sich dort jedoch nicht behaupten und wechselte 2005 wieder zu Ankaragücü zurück. Dort spielte er weitere drei Jahre, konnte aber nicht mehr an seine alten Leistungen anknüpfen. 2008 beendete er seine Karriere.

### Nationalmannschaft
Ahinful spielte 19 Mal für die ghanaische Nationalmannschaft. Mit seinem Heimatland nahm er an der Junioren-Fußballweltmeisterschaft 1993, an den Olympischen Sommerspielen 1996 und an der Fußball-Afrikameisterschaft 2000 teil.